# Allen Holub
Allen Holub es informático, autor, educador y consultor. Ha escrito mucho sobre los lenguajes de programación C, C++ y Java, y sobre la programación orientada a objetos en general. También escribe sobre el desarrollo ágil y lo enseña. Fue editor colaborador de Dr. Dobb's Journal y JavaWorld, antiguo columnista de SD Times (Java Watch), y ha escrito la columna OO Design Process para IBM DeveloperWorks. También ha escrito para Microsoft Systems Journal, Programmers Journal, BYTE Magazine, Windows Tech Journal, Mac Tech Journal, C Gazette y otros.
Holub es actualmente consultor de procesos ágiles, arquitecto de software y formador.
Impartió cursos de programación para las extensiones de la Universidad de California en Berkeley y Santa Cruz desde 1983 hasta 2000, y fue el Chan-Norris Distinguished Professor of Computer Science en el Mills College para el año académico 2021-2022 (es un nombramiento de un año). Holub ha impartido seminarios de diseño de software y ofrece consultoría de diseño desde 1990, y sigue haciéndolo en la actualidad. Entre sus clientes anteriores y actuales se encuentran Autodesk, Microsoft, Stanford Linear Accelerator, Lawrence Berkeley Laboratory, Genentech, Fujitsu, Hewlett Packard, Novell, Perkin Elmer Applied Biosystems, Sybase, University of California, Pacific Bell y PeopleSoft.

## Libros
- Holub, Allen (2004). Holub on Patterns. Apress. ISBN 978-1-59059-388-2.
- Holub, Allen (2000). Taming Java Threads. Apress. ISBN 978-1-893115-10-1.
- Holub, Allen (1995). Enough Rope to Shoot Yourself in the Foot. McGraw-Hill. ISBN 978-0-07-029689-3.
- Holub, Allen (1994). Compiler Design in C. Prentice Hall. ISBN 978-0-13-304957-2.
- Holub, Allen (1991). C+C++:  Programming With Objects in C and C++. McGraw-Hill. ISBN 978-0-934375-29-0.
- Holub, Allen (1987). C Companion. Prentice Hall. ISBN 978-0-13-109786-5.
- Holub, Allen (1987). C Chest and other C Treasures from Dr. Dobb's Journal. M&T Press. ISBN 978-0-934375-49-8.
- Holub, Allen (1987). On Command. M&T Press. ISBN 978-0-934375-29-0.